# Makiko Kishi
Makiko Kishi (岸真 紀子, Kishi Makiko), née le 24 mars 1976, est une femme politique japonaise, représentant le Parti démocrate constitutionnel à la Chambre des conseillers du Japon à partir de 2019.

## Jeunesse, études et carrière pré-électorale
Kishi naît le 24 mars 1976 à Iwamizawa, dans la préfecture d'Hokkaidō. En 1994, dès la fin de ses études, elle devient employée municipale de la mairie de sa ville natale, où elle est chargée de la planification et de la gestion des actifs, en plus de la gestion du secrétariat de la mairie. 
Elle rejoint le principal syndicat des employés municipaux du Japon, le Jichiren, et devient employée syndicale à plein temps à partir de 2017.

## Carrière électorale
En 2018, le Jichiren annonce soutenir le Parti démocrate constitutionnel aux élections à la Chambre des conseillers de l'année suivante, et annonce que Kishi sera candidate à cette élection sous les couleurs du PDC dans la circonscription proportionnelle. Kishi arrive en première place de la liste du PDC à l'issue du scrutin, et fait ainsi son entrée à la Diète du Japon.
En 2021, elle soutient la candidature de Seiji Ōsaka à la présidence du PDC, avant de soutenir Yukio Edano en 2024,.
Candidate à sa réélection lors des élections à la Chambre des conseillers du Japon de 2025, elle conserve son siège à l'issue du scrutin.

## Prises de positions
Durant son mandat, Kishi prend de nombreuses positions pour défendre la régularisation des travailleurs en situation irrégulière au Japon, ainsi que le revalorisation du travail des femmes dans les entreprises.
Kishi se déclare opposée à une révision de la Constitution antimilitariste japonaise, révision soutenue par le Parti libéral-démocrate.
Elle estime que l'utilisation de l'énergie nucléaire est malheureusement encore nécessaire pour le Japon, mais qu'il faudrait tendre vers un modèle où le Japon pourrait s'en passer.
Sur le plan sociétal, Kishi se déclare favorable à la mise en place d'une législation permettant aux conjoints de conserver leurs noms après le mariage. Elle se déclare également favorable à la légalisation du mariage entre les personnes de même sexe au Japon.